# ألفرد بوث
ألفرد بوث (بالإنجليزية: Alfred Booth)‏ هو سياسي بريطاني (وحمل سابقاً جنسية المملكة المتحدة لبريطانيا العظمى وأيرلندا)، ولد في 24 فبراير 1893 في بولتن في المملكة المتحدة، وتوفي في 19 ديسمبر 1965. حزبياً، نشط في حزب العمال. في الانتخابات العامة في المملكة المتحدة 1950 ‏، انتخب عضو برلمان المملكة المتحدة الـ39 عن دائرة بولتن الشرقية ‏ (23 فبراير 1950 – 5 أكتوبر 1951).